# Boogie Woogie Bugle Boy of Company 'B'
Boogie Woogie Bugle Boy of Company ‘B’ ist ein US-amerikanischer animierter Kurzfilm aus dem Jahr 1941.

## Handlung
Hit Breath Harry ist ein gefragter Trompeter in einem Jazzclub. Mitten im Spiel erhält er plötzlich seine Einberufung in die Army. Er weigert sich zwar, ist jedoch kurze Zeit später Teil der Afro-Amerikanischen Kompanie B. Als Blasinstrumentenspieler wird ihm das Horn zugeteilt, mit dem er die gesamte Kompanie 5 Uhr früh wecken muss. Gleich beim ersten Wecken bekommt Harry die Wut der müden Soldaten zu spüren. Nachdem er mit verschiedenen Dingen beworfen wurde, fällt ihm seine Trompete buchstäblich in den Schoß. Er weckt die Soldaten nun mit jazzigem Swing und alle sind begeistert.
Der Swing begleitet sie zum Duschen, begleitet die Köche beim Kartoffelschälen und die Vorgesetzten beim Essen. Frauen kommen vorbei und verdrehen den Männern tanzend den Kopf. Swingend gehen die Männer schließlich abends in ihre Zelte und schlafen ein. Nur Harrys Silhouette ist noch zu sehen – er bläst seine Trompete noch bei Vollmond.

## Produktion
Der Film kam am 1. September 1941 als Teil der Lantz-Trickfilmserie Cartune Classics in die Kinos. Der Titel nimmt Bezug auf den populären Jazztitel Boogie Woogie Bugle Boy von Hugh Prince und Don Raye, der im Film gesungen wird.

## Auszeichnungen
Boogie Woogie Bugle Boy of Company ‘B’ wurde 1942 für einen Oscar in der Kategorie „Bester animierter Kurzfilm“ nominiert, konnte sich jedoch nicht gegen Der herzlose Retter durchsetzen.